# Fort Gloster
Fort Gloster är en ort i Indien.   Den ligger i distriktet Haora och delstaten Västbengalen, i den östra delen av landet, 1 300 km sydost om huvudstaden New Delhi. Fort Gloster ligger 12 meter över havet och antalet invånare är 18 350.
Terrängen runt Fort Gloster är mycket platt. Runt Fort Gloster är det mycket tätbefolkat, med 2 431 invånare per kvadratkilometer. Närmaste större samhälle är Calcutta, 19,5 km öster om Fort Gloster. Trakten runt Fort Gloster består till största delen av jordbruksmark.